# Himalapyrochroa gibbosa
Himalapyrochroa gibbosa es una especie de coleóptero de la familia Pyrochroidae.

## Distribución geográfica
Habita en Bengala (India).